# Миланский скудо
Миланский скудо (итал. scudo milanese) — денежная единица Миланского герцогства, бывшая в обращении до 1796 года. Делился на 6 лир, которые в свою очередь делились на 20 сольдо или 240 денаро. Так как Миланское герцогство входило в состав Священной римской империи, то миланский скудо равнялся конвенционному талеру.
После образования в 1796 году Циспаданской республики миланский скудо был заменён лирой Циспаданской республики (1 циспаданская лира была равна 1 миланской лире), которая в свою очередь была заменена в 1797 году лирой Цизальпинской республики. Фактически миланский скудо продолжал использоваться в обращении и в период существования Циспаданской республики (1796—1797), выпустившей только незначительное количество золотых монет, и в период Цизальпинской республики (1797—1802), выпустившей собственные монеты только в 1800 году. В 1802 году заменён французским франком.
После образования в 1815 году Ломбардо-Венецианского королевства его денежной единицей стала ломбардо-венецианский скудо, также по содержанию драгоценных металлов равный конвенционному талеру.

## Монеты
В конце XVIII века в обращении были серебряные монеты достоинством в 5 сольдо, в ½, 1 и 1½ лиры, и в ½ и 1 скудо, а также золотые монеты достоинством в 1 цехино, в ½ и 1 соврано, и в 1 доппия.
В Циспаданской республике чеканили золотую монету достоинством в 20 лир, а в Цизальпинской — серебряные монеты достоинством в 30 сольдо и в 1 скудо.